# Jean Martinon
Jean Martinon (* 10. Januar 1910 in Lyon; † 1. März 1976 in Paris) war ein französischer Dirigent und Komponist. Er war der international bedeutendste französische Dirigent der Generation zwischen Pierre Monteux und Pierre Boulez, was unter anderem in seinem Schallplattenvertrag mit EMI zum Ausdruck kam.

## Leben und Wirken
Er studierte zunächst in Lyon, dann in Paris (u. a. bei Albert Roussel und Charles Münch), und wirkte zunächst als Violinist und Konzertmeister bei einem Radio-Sinfonieorchester. Während des Zweiten Weltkriegs verbrachte er zwei Jahre in deutscher Kriegsgefangenschaft, in deren Laufe er seine ersten wichtigen Werke komponierte. Nach dem Krieg wurde er Dirigent in Dublin, dann mehrere Jahre in London. Es folgten Verpflichtungen als Chefdirigent bzw. Generalmusikdirektor in Paris, Tel Aviv, Düsseldorf, Chicago und schließlich Den Haag. Jean Martinon war auch ein leidenschaftlicher Bergsteiger. 
Martinons Gesamtaufnahme der Orchesterwerke von Claude Debussy und Maurice Ravel, sicherlich der Höhepunkt seines dirigentischen Schaffens, zeugt von einer ebenso präzisen wie dynamischen, männlich-unsentimentalen und selbstsicheren Orchesterleitung, die an Rudolf Kempe erinnert, mit dem Martinon nicht nur die Lebensdaten, sondern auch das Aussehen gemein hatte.